# Franjevački samostan u Ljuboviji
Franjevački samostan u Ljuboviji. Uz samostane u Srebrenici, Zvorniku i Teočaku bio najvažniji samostan u srednjovjekovnoj Bosni. Postojao je u 14. stoljeću. Nestao je tijekom 15. stoljeća. 